# Littoral
Pour les articles homonymes, voir Littoral (homonymie).
 (janvier 2015).
Le littoral est une zone à la jonction entre une étendue maritime et le continent. La partie la plus reculée du littoral porte le nom d'arrière-pays. La définition inclut différents aspects : géographiques, géomorphologiques, océanographiques, biologiques, juridiques, et est aussi présent dans la culture populaire.
Selon les échelles retenues, le littoral peut s'étendre de quelques centaines de mètres à plusieurs kilomètres de part et d'autre de la ligne de rivage. 
Espace d'interface, convoité, attractif, propices aux différents flux (échanges commerciaux, déplacements…), il accueille actuellement la majorité de l'humanité, nombre d'agglomérations et de nombreuses activités. On parle alors de littoralisation.
Une partie importante du littoral est considérée comme zones humides telles que définies par la convention de Ramsar.
Le trait de côte correspond à la ligne atteinte par les plus hautes eaux par temps calme.

## Définition géomorphologique

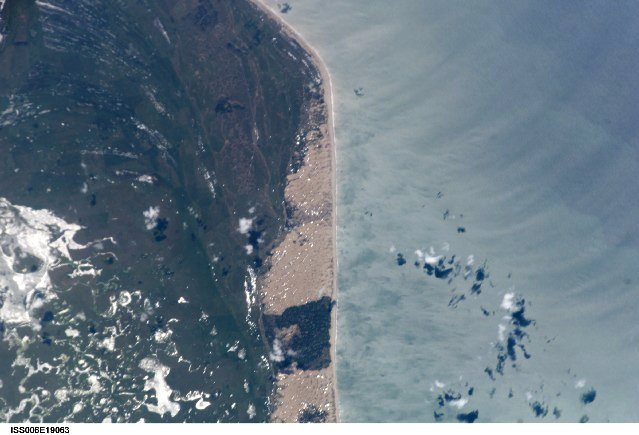
Dunes du littoral de la province de Buenos Aires, photo prise par la NASA à l'altitude 389 km

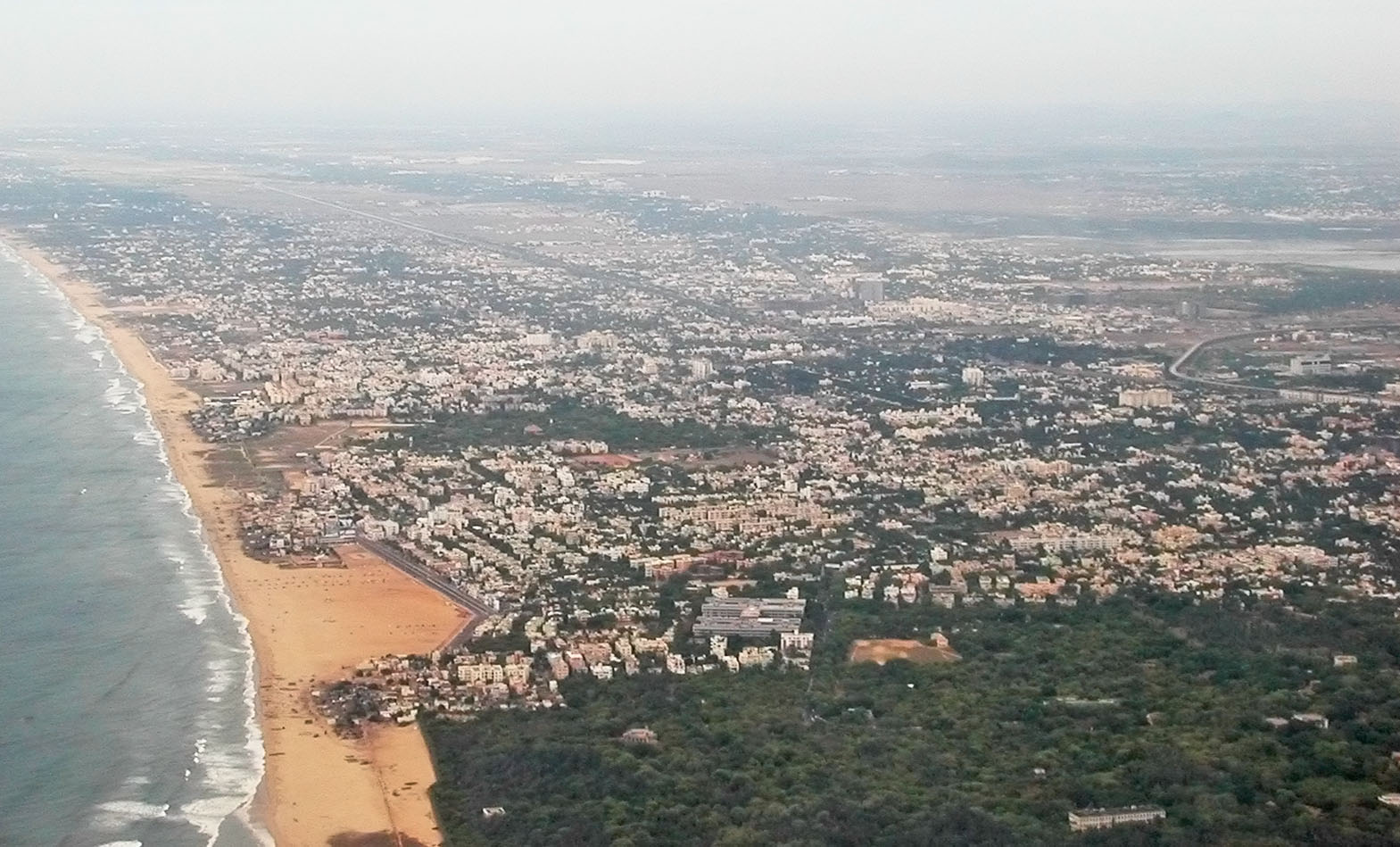
Sur toute la planète, les littoraux tendent à s'artificialiser, et ils sont souvent menacés par la montée des océans (ici : Besant Nagar, Inde)

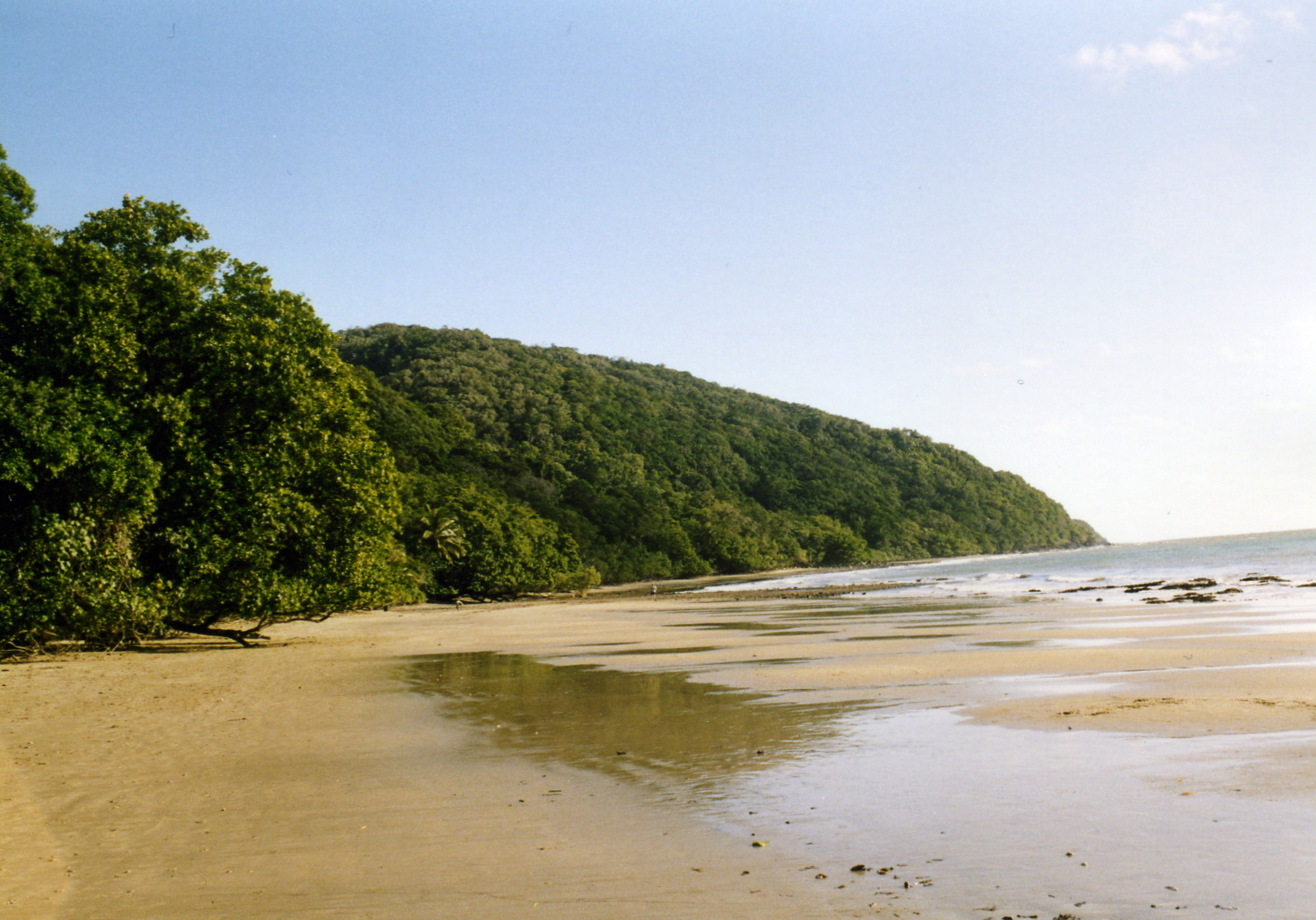
Dans les zones peu urbanisées, les littoraux sont souvent des écotones très riches, jouant aussi un rôle de corridor biologique

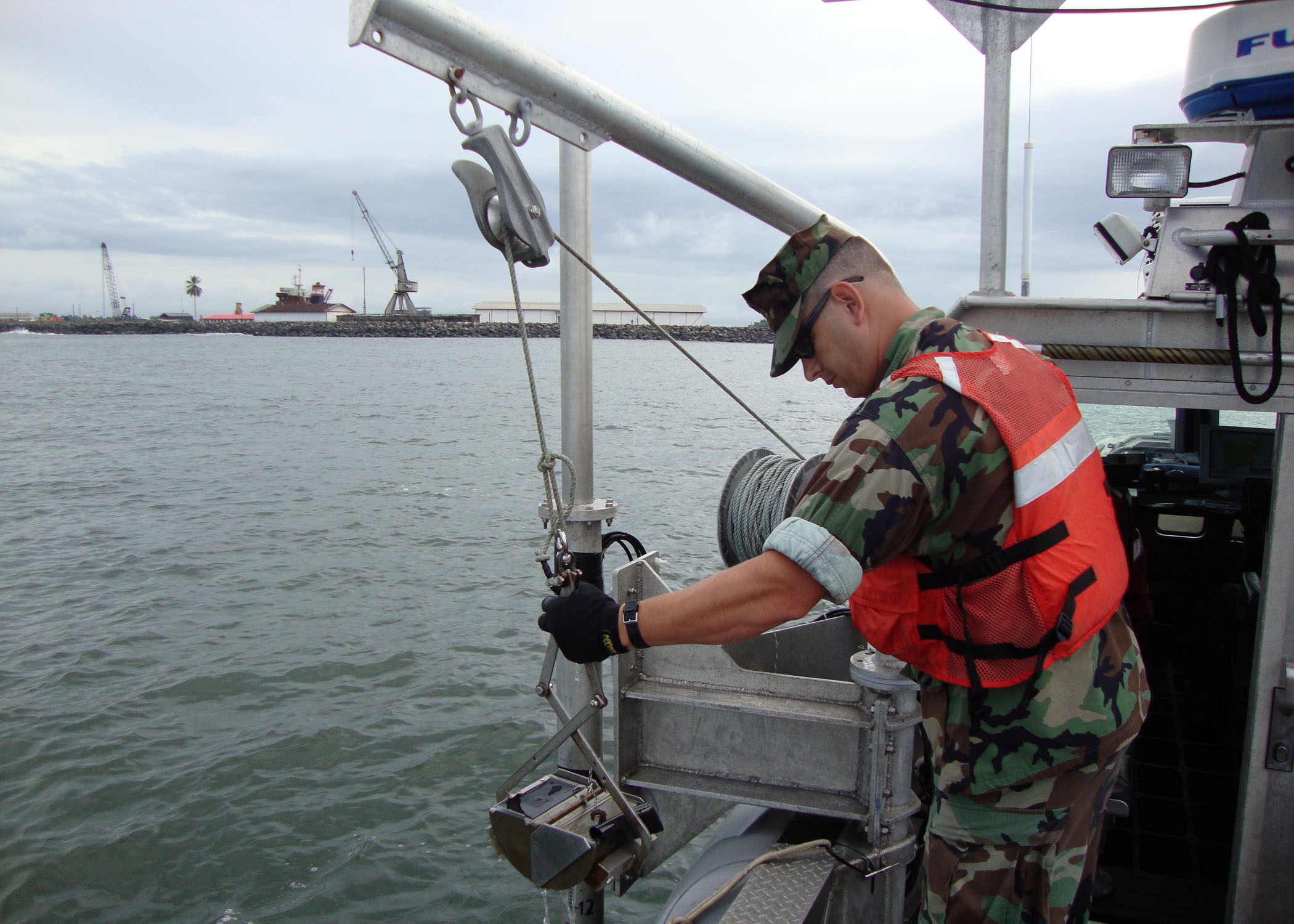
Prélèvement de sédiments au large du port de Buchanan.

Au sens géomorphologique, le littoral peut correspondre uniquement à l'estran. Dans ce cas, il est constitué de l'étage infralittoral et de l'étage supralittoral de l'estran.

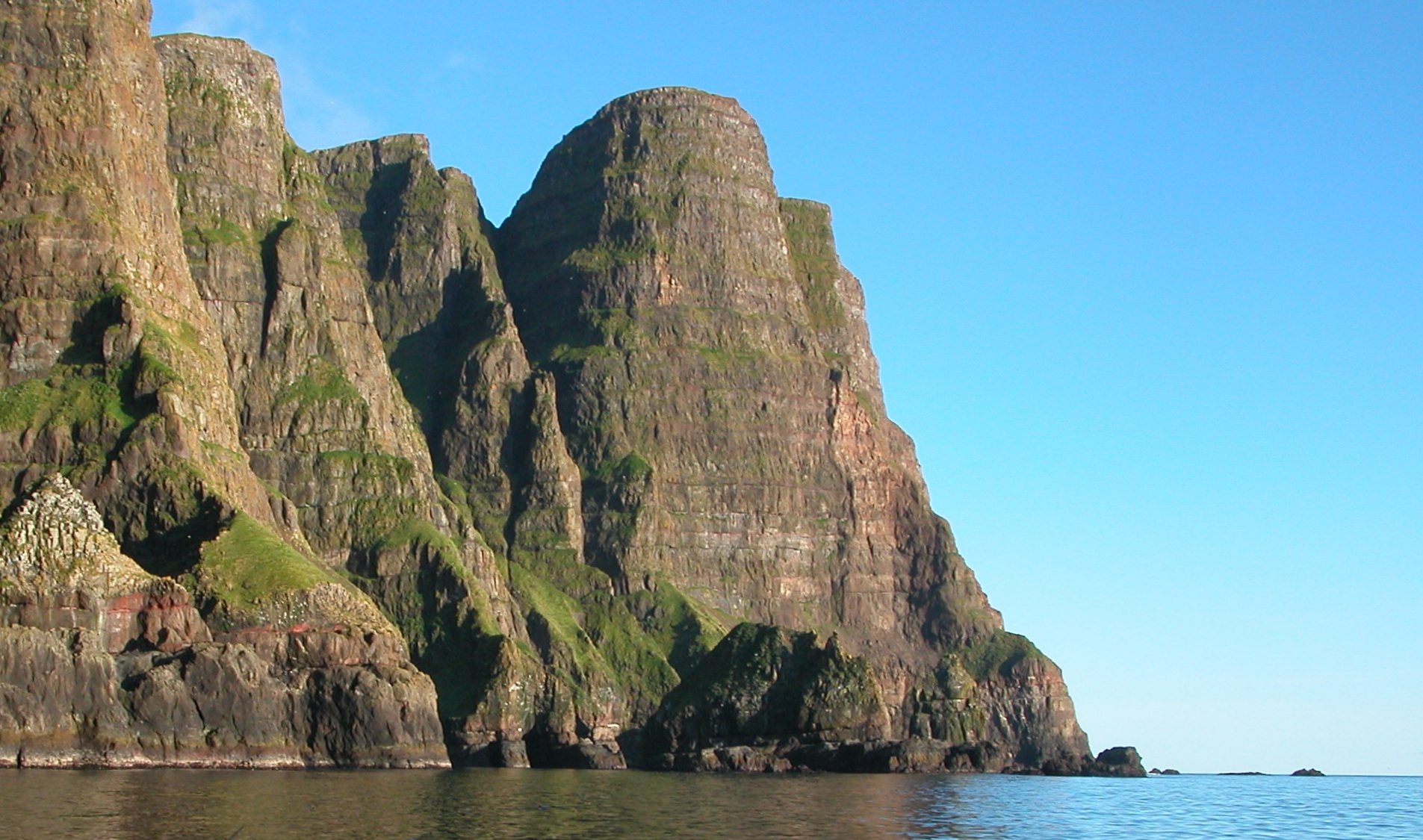
Le littoral est riche en paysages exceptionnels qui en font un atout touristique (ici, sur le littoral Ouest de Suðuroy, archipel des Féroé), souvent au risque de sa propre dégradation par la surfréquentation. Le paysage est l'enjeu d'un des équilibres que cherchent à trouver les schémas de développement intégrés du littoral

## Caractéristiques

### Situation générale
L'écotone mouvant terre-mer constitue un environnement particulier, qui est notamment à l'origine des dunes, galets, côtes rocheuses (dont certaines à falaises), estuaires, plages, côtes marécageuses… Des microclimats et des écosystèmes complexes sont spécifiques des littoraux. 
Les zones estuariennes, les côtes sableuses ou rocheuses, les zones humides et les marais maritimes, présentent bien souvent, en plus de leurs attraits écologiques et paysagers, des intérêts économiques (halieutiques) notamment qui les soumettent à des pressions et dégradations importantes de la part de l'Homme. Le littoral est vulnérable à l'un des effets du réchauffement climatique qui est la montée des océans, qui se traduit dans certaines zones par un recul du trait de côte.

### Littoral français
Le littoral français compte 19 193 km de côte selon le service hydrographique et océanographique de la Marine dont 5 500 km en France métropolitaine (réparties sur quatre façades maritimes, 885 communes, 26 départements et onze régions). Le groupe 1 du Grenelle de la mer rappelait en juin 2009 que la zone « charnière » que constitue le littoral ou le lieu de rencontre Terre-mer en faisait un lieu de dangers, de fragilités et de pressions : « En rétrécissant le champ, à la façade, à l’estran, au domaine public maritime, à la bande littorale, à la zone côtière ou aux eaux territoriales, l’homme a concentré sur la charnière, au fil des siècles, toutes les contraintes » ; lieux où « le seuil de tolérance, la capacité d’accueil, la charge d’usages nouveaux et anciens sont aujourd’hui dépassés  ». En France la loi littoral vise à protéger ce qui reste des grands paysages littoraux contre la périurbanisation notamment.

## Aménagement et gestion des littoraux
Les littoraux sont aménagés sur la côte. De nombreux littoraux sont aménagés pour un développement du commerce et des activités touristiques. Ces activités sont de grosses sources de revenus pour le pays.

## Menaces et vulnérabilités

### Menaces
Diverses menaces contribuent à vulnérabiliser les littoraux :
- l'érosion côtière

C'est la perte progressive de sédiments (sable, roches) due aux vagues, vents, marées et courants. Ce phénomène naturel s’accélère avec la montée du niveau de la mer, l’intensification des tempêtes et l’artificialisation des sols, qui limitent l’apport naturel de sédiments. Sur l'ensemble de l'Hexagone près de 20 % du trait de côte est en recul, ce qui représente 30 km² de terre en moins entre 1960 et 2010 ; le seul département du Finistère a perdu une surface estimée à 1 km² pendant cette période).
Le recul des falaises hautes-normandes et picardes, de six mètres en moyenne sur la période 1966-1995, en est une illustration.
- la submersion marine

Ce sont les inondations provoquées par l'élévation du niveau de la mer, des tempêtes plus fréquentes et intenses, et la surélévation temporaire du plan d’eau lors d'événements météorologiques extrêmes. Ces submersions menacent infrastructures, habitats, terres agricoles et favorisent la perte de biodiversité ;
La croissance économique, urbaine et démographique est la première explication à l'augmentation du risque, mais la montée de la mer compte pour une part non négligeable. C'est dans les pays pauvres ou en développement que l'urbanisme s'étend le plus dans les zones à risque ;
Un rapport de l'OCDE (2008) estime que dans 136 villes portuaires étudiées par le rapport, au moins un million d’habitants étaient déjà en 2005 exposés aux inondations côtières centennale (sur quarante millions de personnes y habitant (soit 0,6 % de la population mondiale et environ un habitant sur dix de ces villes, et ce nombre pourrait être multiplié par trois de 2005 à 2070, pour atteindre 150 millions de personnes environ) ;
- l'artificialisation et l'urbanisation

Ce sont le développement des infrastructures, l'urbanisation croissante, la construction de routes et ponts, qui réduisent l’espace naturel disponible et fragilisent les écosystèmes littoraux ;
- la pollution

Les apports de polluants, les rejets industriels et domestiques, les marées noires dégradent la qualité des eaux et des sols côtiers, menaçant la faune et la flore.
- La pression démographique et touristique

C'est la forte fréquentation en période estivale, qui accentue la pression sur les milieux naturels et accroît la vulnérabilité des littoraux face aux risques naturels ;
- la perte de biodiversité

Ce sont la destruction d'habitats naturels, la salinisation des terres (notamment en zones basses comme la Camargue), introduction d’espèces exotiques envahissantes, la surpêche, qui menacent les écosystèmes et la stabilité des littoraux ;
- la salinisation des nappes phréatiques côtières

Des déplacements de nappes ou du biseau salé peuvent entraîner une salinisation ;
- la surexploitation des sables

Elle est notamment destinée à la fabrication du béton ;
- les tsunamis

Les tsunamis sont parmi les aléas naturels les plus catastrophiques en termes de dégâts économiques et humains causés. Ils ne sont pas liés au changement climatique, mais ils représentent un risque sérieux pour de nombreuses zones côtières ;
- le déclin de la mangrove
- les séquelles de guerre

Ce sont les épaves de bateaux, d'avions, de sous-marins, les mines, les bombes et autres munitions non explosées, munitions immergées, bunkers ; les munitions immergées pourraient commencer à fuir et perdre leurs toxiques dans les premières décennies du XXIe siècle.

### Zones à risque
Nombre de littoraux ont attiré l'urbanisation : les villes de Bombay, Canton, Shanghai, Miami, Hô Chi Minh-Ville, Calcutta, Alexandrie et La Nouvelle-Orléans, ainsi que les agglomérations de New York et d'Osaka-Kobe sont les plus vulnérables du point de vue du nombre d'habitants exposés.
En France, en 2006, les communes littorales abritaient une personne sur dix (6,1 millions de personnes au 1er janvier 2006), sur seulement 4 % du territoire, (cette proportion étant stable depuis les années 1980), avec 281 hab./km2 (densité 2,5 fois supérieur à la moyenne métropolitaine) La population n'y était que de 4,8 millions d’habitants en 1968 (soit + 25 % entre 1968 et 2006).
Du point de vue des risques/coûts pour le patrimoine, les grandes villes portuaires les plus exposées sont Miami, l’agglomération new-yorkaise, La Nouvelle-Orléans, Osaka-Kobe, Tokyo, Amsterdam, Rotterdam, Nagoya, Tampa-St. Petersburg, et Virginia Beach, toutes situées dans trois pays (États-Unis, Japon, Pays-Bas). Selon l'OCDE, le patrimoine menacé par cet aléa en 2005 était estimé à 3 000 milliards de dollars américains (5 % du PIB annuel mondial) et pourrait être multiplié par dix d'ici 2070 avec une valeur de 35 000 milliards de dollars américains menacée (9 % du PIB annuel mondial projeté par les prospectivistes).

## Tourisme littoral et maritime
Le tourisme maritime est celui qui s'est le plus développé au XXe siècle, non sans impacts négatifs, avec notamment le bétonnage et l'artificialisation du littoral.
À partir des ports, s'est développé un tourisme maritime et de plaisance, pour un chiffre d’affaires estimé de 72 milliards d'euros en 2004 pour l'Europe, selon l'European Sea Ports Organisation, dans sa contribution au livre vert de l'Europe, l'écotourisme connaissant un développement rapide, et la plaisance (+5 à 6 %/an en Europe malgré son coût et le manque de place dans les ports) continue à croître, ainsi que la croisière (+10 %/an, les navires de croisières étant presque tous construits en Europe). Ces chiffres proviennent des représentants de ces secteurs d'activité et seraient à mettre en balance avec les coûts socio-environnementaux et l'empreinte écologique élevée de certaines formes de tourisme ; les chantiers navals ont gagné 43 % en productivité mais perdu 36 % de leurs emplois, et les impacts de la déconstruction artisanale des navires amiantés ou non dans les pays pauvres ne sont que rarement pris en compte, de même que le devenir des bateaux de plaisances (plastique, peintures toxiques, batteries, etc.).

## Stratégie européenne
En Europe, au milieu des années 1990, environ 200 millions de personnes vivaient à moins de 50 km du littoral européen, qui s'étend sur une bande d'environ 148 000 km et l'Europe ne disposait d'aucun système global de gestion des zones côtières. Les zones de polders (Pays-Bas, Flandre Belge, Nord de la France) sont exposées à un risque de submersion et en 2009, la pollution marine de ces zones reste un problème majeur dans toutes les mers européennes.
La succession des accidents maritimes a rappelé qu'il n'y avait pas de coordination des politiques maritimes des pays européens. Dans ses objectifs stratégiques pour 2005-2009, la Commission a déclaré, et elle le rappelle dans son,, ; « il est particulièrement nécessaire de développer une politique maritime exhaustive visant à assurer une économie maritime prospère, acceptable pour l'environnement et soutenue par l'excellence de la recherche scientifique, de la technologie et de l'innovation dans le secteur maritime.» Le livre vert se conclut par un projet de consultation qui devrait s'achever en 2009.
L'Europe a contribué à la conférence mondiale des océans de Madado qui l'engage à mieux protéger l'océan mondial
En dépit de l'effondrement des stocks de poissons et crustacés, l’Union européenne notamment grâce au développement du chalutage et de l'exploitation (certains parlent déjà de surexploitation) des poissons de grands fonds reste l’une des premières puissances de pêche au monde et le premier marché pour les produits transformés à base de poisson, ici encore non sans impacts environnementaux et socio-économiques : Avec les aides à l'équipement de la pêche industrielle, le nombre de pêcheurs européens n'a cessé de chuter, de même que les stocks de poissons alors que les prix sont artificiellement maintenus bas par les subventions et la concurrence. Ce secteur assure encore des emplois directs et indirects à 526 000 personnes[réf. incomplète], notamment grâce à l'aquaculture qui se développe, également avec certains impacts négatifs sur l'environnement.
Une association se consacre à la préservation et la mise en valeur du littoral européen depuis vingt ans : Surfrider Foundation Europe.

## Littoral, urbanisation, agriculture & artificialisation

### Dans le monde et en Europe
Alors que plus de 50 % de la population mondiale vit dans les zones côtières à moins de 100 km du rivage au début du XXIe siècle, les projections démographiques prévoient que plus de 75 % y vivra d'ici 2035.
Les communes littorales et des arrière-pays présentent un taux d'urbanisation et de périurbanisation généralement beaucoup plus élevé que la moyenne. Ainsi au début du XXIe siècle, près de 25 % des Canadiens et environ 55 % des habitants des États-Unis vivent déjà dans des zones côtières (CEQ, 1997 ; EC, 1999) et aux États-Unis, la population côtière croît quatre fois plus rapidement que celle de l'intérieur. Partout dans le monde, ce sont souvent des villes côtières qui détiennent les record de croissance urbaine (ONU/CEC; Commission for Environmental Cooperation, 2000). Par exemple, en 2003, elles représentaient en France 10,5 % des surfaces nouvellement construites, sur 4 % du territoire seulement. C'est l’arrière-pays littoral qui maintenant désengorge la côte et contribue le plus à la périurbanisation et à la fragmentation écologique du territoire, en contribuant également au phénomène dit de pollution lumineuse.

### En France
Les 885 communes littorales ne couvrent que 4 % du territoire métropolitain, mais abritent plus de six millions d'habitants (et plus de sept millions de lits « touristiques »). Après une période d'expansion parfois chaotique, en 2012, les outils d'urbanisme étaient mieux appropriés par ces communes littorales que les autres (en moyenne). Ainsi, en métropole et outre-mer elles ont presque toutes un Plan d'occupation des sols (POS) ou d’un Plan local d'urbanisme (PLU) approuvé, en cours d’élaboration ou de révision (C’est près de deux fois la moyenne nationale qui était de 55,5 % des communes en 2012 et bien plus que dans l’arrière-pays ; 63,3 %) ; 99,7 % des Français résidant sur le littoral vivent ainsi dans une commune où existe un POS ou un PLU approuvé ou en cours d’élaboration ou de révision. Les communes où les pressions foncières et d'aménagement sont le plus fortes sont souvent les premières à s'en être dotées, avant l’arrière-pays. Néanmoins, les pressions sur l'environnement restent vives : la population des cantons littoraux de métropole a grandi de 10 % de 1999 à 2006, avec un doublement de la construction de logements de 1992 à 2012.
La périurbanisation se fait au détriment de milieux naturels, mais plus encore sur des terres agricoles : la surface agricole utilisée (SAU) est encore importante sur le littoral français, mais elle a régressé de 25 % en 40 ans (de 1970 à 2010) pour les exploitations dont le siège est situé dans une commune littorale. Ce sont environ 200 000 hectares de terres cultivées qui ont été urbanisées ou couvertes de routes.
Cette régression est moins marquée dans l'arrière-pays, où 12 % de la SAU a disparu (taux presque comparable à la moyenne de la France métropolitaine, qui est de -10 % pour la même période).
L'intensité de ce recul (nombre d'ha perdu par an par l'agriculture) diminue cependant depuis 1970 (- 1 % par an dans les années 1970, puis 0,4 % dans les années 1990 et environ 0,5 % dans les années 2000). Mais le recul de la SAU tend à augmenter dans l'arrière-pays, probablement sous l'effet des prix du foncier littoral et à la suite de la loi Littoral qui ont repoussé l'étalement urbain vers l'arrière littoral.
Il n'y a qu'en Aquitaine et Corse que l'agriculture a peu régressé de 1970 à 2010, alors que Provence-Alpes-Côte d'Azur et le Languedoc-Roussillon perdaient le plus de SAU. En valeur absolue - parce qu'elle dispose du plus long linéaire côtier - c'est la Bretagne qui a le plus perdu de SAU (- 80 000 ha, soit près de 40 % de toute la SAU perdues sur le littoral français en 40 ans). De la Belgique à l’estuaire de la Gironde, le recul de l'agriculture est directement causé par la construction de logements. C'est moins vrai sur le littoral méditerranéen et localement en Aquitaine où la construction empiète surtout sur des milieux naturels, avec en outre des abandons de terres agricoles constatés en Méditerranée.
De 2000 à 2012, l'artificialisation du littoral français continue à progresser (et deux fois plus vite que la moyenne métropolitaine) ; en 2015, environ 15 % de la surface des communes littorales est artificialisée, ce qui est bien plus que la moyenne du territoire métropolitain ; le Nord-Pas-de-Calais, la Haute-Normandie, les Pays de la Loire et PACA sont les plus concernés parmi les quatre façades maritimes. Celle qui s'est le plus artificialisé durant ces six années est la façade « Nord Atlantique - Manche Ouest » (plus de deux mille hectares naturels ou seminaturels perdus).
Un total de 7 000 ha de 2006 à 2012 a encore été artificialisé (au détriment de terres agricoles et « plutôt en Manche Est - mer du Nord, Nord Atlantique - Manche Ouest et dans les Bouches-du-Rhône, et de forêts et espaces semi-naturels, surtout en Sud Atlantique et sur le pourtour méditerranéen ».
Par rapport à la moyenne métropolitaine, les communes littorales ont moins de terres agricoles et de forêts, mais plus d'espaces semi-naturels et de zones humides et surfaces en eau (neuf fois plus que la moyenne métropolitaine), surtout dans le Languedoc, les Bouches-du-Rhône, la Somme et la Charente-Maritime.
La France dispose d'un Observatoire du littoral et d'un Comité national de suivi de la stratégie nationale de gestion du trait de côte.

## Littoral et environnement

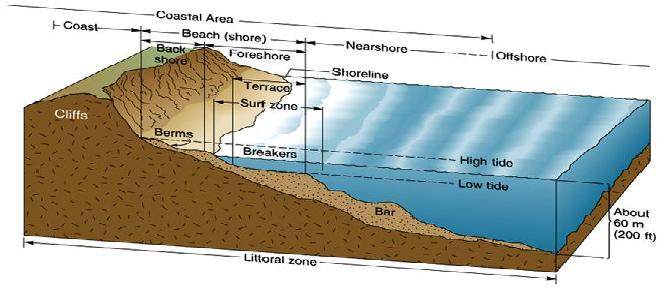
Schéma de la composition d'une zone de littoral.

Les littoraux sont des écotones diversifiés sont souvent écologiquement riches ou remarquables et ils offrent des habitats irremplaçables à de très nombreuses espèces, dont aux alevins de poissons, qui en grande majorité se reproduisent sur le plateau continental.
Deux grands types de littoraux s'opposent : ceux qui ont une biodiversité élevée et des habitats nombreux et diversifiés sur de courtes longueurs de trait de côte, et ceux qui sont plus homogènes et moins riches en espèces, mais qui peuvent avoir une grande importance fonctionnelle (frayères, laisses de mer, etc).
Un habitat littoral est une unité écologique indissociable constitué d'un biotope (ou station) et d'une biocénose (ou communauté d’êtres vivants vivant en l'occurrence obligatoirement sur le littoral tout ou partie de leur cycle de vie). Certains végétaux ou associations végétales sont considérés comme indicateurs et caractéristique de chaque type d'habitat.
L'Europe a listé des habitats côtiers génériques dits « d’intérêt communautaire » (annexe 1 de la Directive habitats et nomenclature EUR15). Ces « habitats génériques » regroupent actuellement 105 « habitats élémentaires » définis par des « cahiers d’habitats ». Ils sont terrestres, estuariens, intertidaux ou marins des étages supra-, médio- et infralittoral (jusqu’à 15-20 mètres de profondeur). La nomenclature européenne dite « Corine Biotopes » les regroupe en trois catégories, elles-mêmes déclinées en 8 grands types d’habitats pour en faciliter une cartographie européenne homogène.
À titre d'exemple, en France, dans la bande terrestre des 500 m, près de 45 % des terres sont encore des espaces naturels terrestres et aquatiques et nombre d'habitats naturels patrimoniaux ne se développent que près de la mer ou prioritairement sous son influence (ex. : dunes et zones humides associées ; pelouses des corniches rocheuses ; prés salés, landes et marais atlantiques, mares temporaires méditerranéennes. Beaucoup d'espèces sont endémiques aux littoraux. Néanmoins l'artificialisation et l'urbanisation avancent aussi plus vite qu'ailleurs sur les littoraux.
En France on commence à parler de « Trame bleu marine » pour décrire le réseau fonctionnel des habitats marins et sous-marins qu'il faudrait protéger, à l'image de la trame verte et bleue terrestre. Néanmoins la surpêche affecte les écosystèmes marins et le nombre d'échouage des cétacés et d'autres mammifères marins (phoques) a régulièrement augmenté de 1980 à 2012 (total : 17 054 animaux échoués et signalés) ; « Avec 1 036 échouages, le résultat de l’année 2011 est le plus important jamais enregistré (…) La façade atlantique regroupe les trois quarts des échouages enregistrés depuis 1980. En Manche – mer du Nord, les départements du Nord, du Pas-de-Calais et de Picardie sont les plus concernés. Ceux-ci sont principalement concentrés sur le littoral des Landes, du Finistère, de la Gironde, de la Charente-Maritime, de la Vendée et du Morbihan », ce qui peut être dû à une pression (pollution, pêche, nuisances sonores…) plus grande sur ces espèces et/ou à une augmentation de leur population, ce qui reste à déterminer.
À l'échelle mondiale, les littoraux comptent parmi les milieux où la pression humaine à le plus fortement augmenté depuis trois siècles. Quelques entités ont été créées pour réguler le transport maritime et en limiter les risques ou pour une meilleure gestion de certaines zones (OSPAR, Helcom…).
En Europe, la Directive-cadre sur l'eau définit des indicateurs et objectifs qualitatifs et quantitatifs détaillés pour la surveillance et les niveaux à atteindre dans les plans d'eau côtiers en 2015. Certaines zones plus industrielles, urbanisées et/ou goulot d'étranglement sont plus vulnérables : par exemple 600 à 800 navires transportant des personnes et/ou des substances dangereuses et/ou polluants circulent ou se croisent chaque jour dans le pas de Calais. Fin 2006, ils n'étaient toujours pas individuellement suivis par satellites et les moyens de secours manqueraient encore s'il y avait un accident grave — trois petites marées noires étaient encore signalées au moins chaque année au début des années 2000, dans le détroit (pollutions dont les auteurs ne sont généralement pas retrouvés ni poursuivis.
Les séquelles de guerre sont constituées par les dépôts de munitions anciennes immergées. Alors qu'OSPAR et la Commission européenne ont été alertées sur ce point, ce problème n'est pas traité dans le Livre vert de 2006. Il semble pourtant s'agir d'un risque majeur : Au moins 140 sites de munitions ou explosifs immergés ont été déclarés à proximité du littoral par la France à la Commission OSPAR. Ils sont pour certains proches de sites d'élevages d'huîtres et moules (ex. : Cancale, Quiberon en France). En Baltique et en Manche/mer du Nord, ils sont souvent en zone de pêche (plus de 400 pêcheurs ont été victimes de contacts accidentels avec l'ypérite en Baltique). Certains dépôts sont proches de sites d'aquaculture (ex. : saumon de Bornholm en Baltique, élevé à proximité de dizaines de milliers de tonnes de munitions assimilables à des déchets dangereux et toxiques, et qui se dégradent inéluctablement, certaines perdant déjà de leur contenu). Certains dépôts sont proches de centrales nucléaires (dont la plus grosse d'Europe à Gravelines, dans le Nord de la France), en contact avec des déchets nucléaires immergés (fosse des Casquets au nord de la Normandie) ou au droit de ports industriels énergétiques (ex. : 35 000 tonnes de munitions de 1914-1918 dont 12 000 chargées à l'ypérite et à la chloropicrine immergés sur quatre hectares au moins, à quelques centaines de mètres au nord du port (méthanier) de Zeebruges en Belgique et à quelques brasses de la plage.
De telles décharges sous-marines existent aussi sur les littoraux des États-Unis, du Canada, du Japon, de l'Australie et d'autres régions du monde. Les courants marins lors de tempêtes ou de tsunamis se sont déjà montrés capables de ramener ces munitions sur les plages et dans un cas à proximité d'une centrale nucléaire.

## Littoral et développement durable
Plusieurs pays et régions ont soutenu des schémas de développement intégrés du littoral, d'estuaire ou de la mer, schéma de mise en valeur de la mer, plus ou moins mis en œuvre et évalués.
Le Parlement et le Conseil européens ont adopté le 30 mai 2002 la Recommandation 2002/413/CE relative à la mise en œuvre d'une stratégie de gestion intégrée des zones côtières (GIZC) en Europe (demandant un premier bilan aux États membres en février 2006, et le suivi d'indicateurs objectifs et scientifiquement fondées pour surveiller et comparer le développement durable (DD) sur le littoral. Un groupe d'experts européen sur la GIZC a été créé dès 2002, composé (en 2007) des vingt États membres côtiers et de deux États candidats, avec un sous-groupe « Indicateurs et données » (GT-ID) travaillant dès février 2003. Le programme Interreg « DEDUCE » (Développement durable des côtes européennes), a rendu en 2007 une évaluation de 27 de ces indicateurs. La France y a contribué via l'IFEN, avec son Observatoire du littoral (devenu en 2012 Observatoire national de la mer et du littoral) de même que l'Observatorio de la Sostenibilidad (pour le Ministère de l'environnement d'Espagne).
L'Europe élabore en 2007 une proposition de Directive marine, et une autre sur les inondations dans le cadre de la future Politique maritime européenne dessinée dans un Livre vert intitulé Vers une future politique maritime de l'Union : une vision européenne des océans et des mers. L'UE prépare aussi un Réseau européen de données d'observation et de surveillance (European Marine Observation and Data Network (en), EMODnet) qui devrait intégrer les aspects marins et littoraux.
Les objectifs d'une pêche plus durable prévus par l’Union européenne ne sont pas atteints. Ils peuvent sembler contradictoires avec la priorité donnée à la compétitivité économique et technique, alors même que la demande en poisson continue à croître. Alors qu'une crise climatique et du pétrole est annoncée, en 2006 (Livre vert), l'UE affiche encore sa volonté de développer le transport maritime et ses ports, comme éléments clés de la chaîne logistique qui relie le marché unique à l’économie mondialisée, avec un objectif de développement soutenable, mais en omettant de prendre en compte le fait que ces ports, certaines centrales nucléaires littorales pourraient être bientôt très affectés par une possible montée accélérée des océans et par le manque d'énergie propre, sûre et renouvelable.
L'Europe étudie la possibilité de retenir des indicateurs et des niveaux de durabilité pour ses littoraux.
En France, l'Observatoire du littoral de l'IFEN suit et met à jour un certain nombre d'indicateurs mesurant l'évolution du littoral français au regard du développement durable, dont sur la conservation du littoral au regard de la biodiversité.
Un objectif de « tiers sauvage » (33 % du territoire des zones côtières de France) protégé à horizon 2050, a été fixé par le Grenelle de la mer.
Fin 2011, 12 % du linéaire côtier métropolitain est protégé par le Conservatoire de l’espace littoral et des rivages lacustres, mais une partie est vulnérable à la montée des océans Presque un tiers des espèces protégées en France sont aussi présentes dans les sites littoraux où nichent 70 % des oiseaux jugés comme vulnérables ou en danger par l'UICN en France. Le principe du tiers sauvage géré à des fins de conservation de la nature a été proposé à l'Europe par le Conservatoire du littoral. Le groupe de travail no 1 (La délicate rencontre entre la terre et la mer) du Grenelle de la mer a mi-2009 demandé « … accélérons la réalisation de l’objectif du tiers sauvage à l’échéance 2020, notamment par l’élargissement des partenaires y contribuant, aux .côtés du Conservatoire du littoral… ». Ce même groupe a proposé la création d'un Conseil BAYLIMER («Conseil des bassins hydrographiques, du littoral et de la mer » en liaison avec l'établissement d'une stratégies intégrée associant bassin versant - littoral - mer, dont en Outre–mer, par grande unité biogéographique, via des « Conférences BAYLIMER de bassin hydrographique, du littoral et de la mer » (propositions 1 à 11 du groupe no 1).

## Littoral et droit
Le droit international, incluant le droit de la mer délimite les eaux territoriales ou concerne le droit et la sécurité maritime avec des implications littorales.
Diverses conventions internationales, chartes, déclarations concernent les littoraux, mais les définitions juridiques du littoral varient selon les pays. Une clarification des définitions est en cours en France,.
En Europe, un livre vert, un livre bleu et plusieurs directives européennes concernent la pêche en mer, la sécurité maritime et une stratégie marine commune, ainsi qu'une stratégie pour la Baltique.
En France,
- la Loi littoral pose les prémices d'un « droit du littoral » et tente de réguler l'urbanisation littorale. Mais certaines de ses dispositions sont peu appliquées. 
Déplorant ce fait, le Groupe I du Grenelle de la mer a dans son rapport[39] suggéré, mi-2009, de donner un « nouveau souffle » à la notion de « capacité d'accueil », pour mieux maitriser l’urbanisation et la pression foncière en déterminant la « juste capacité d’accueil du littoral ». Ce groupe a aussi suggéré une véritable politique foncière outre-mer… La loi littoral permet en effet via cette « capacité d’accueil » de calibrer le développement urbain et l’accueil d’habitants pour mieux maitriser l'intensité d’urbanisation.
- Une loi sur le développement des territoires ruraux a institué en 2005 un Conseil national du littoral (CNL), installé le 13 juillet 2006. Il regroupe 72 membres nommés pour cinq ans (parlementaires, élus des collectivités territoriales de métropole et d’outre-mer, représentants des milieux socio-professionnels, personnalités de la société civile et représentants des établissements publics concernés). C'est un lieu de veille, d’échanges et de propositions, qui pourra s'appuyer sur les données de l'Observatoire du littoral, au sein de l'IFEN.
- Perspectives françaises : Une « stratégie nationale pour la mer et le littoral » est prévue par le projet de loi Grenelle I[40]. Cette stratégie devant être définie par l’État en lien avec les collectivités territoriales, doit être le futur cadre de référence pour la protection du milieu marin, la valorisation des ressources marines et la gestion intégrée et concertée des activités liées à la mer et au littoral. Elle pourrait inclure plusieurs des propositions du « Grenelle de la mer » (juin 2009) ; en particulier le projet de loi Grenelle 2, prévoyait une instance ad hoc pour valider cette stratégie : un Conseil National de la Mer et du Littoral. Le groupe 1 du Grenelle de la mer a en juin 2009 souhaité que cette notion évolue, avec :
- un Conseil national des bassins hydrographiques, du Littoral et de la Mer, à portée plus étendue que celle initialement prévue. Parce que la mer est affectée par les polluants provenant de tout le bassin versant, « il serait chargé des problématiques de la mer et du littoral dans leurs relations avec celle des bassins hydrographiques », pouvant par exemple être renommé « conseil des bassins hydrographiques, du littoral et de la mer – Conseil Baylimer ». Ce conseil devant « être articulé de manière pertinente avec le Conseil National de l’Eau, pour éviter le chevauchement de leurs prérogatives et devra y compris travailler conjointement avec le Conseil de la Montagne ».
- un « documents stratégique de façade » prévu par le projet de loi Grenelle 2 pour décliner la stratégie nationale, qui devrait alors aussi évoluer pour intégrer « une dimension amont-aval », le Grenelle de la mer proposant « de ne pas se contenter d’avoir une vision de la « façade », et d’élargir la vision en allant « du haut de la montagne à la haute mer ». Ce groupe a pour cela proposé que le Conseil Baylimer s’appuie sur six conférences de bassin hydrographique, du littoral et de la mer (Conférences Baylimer pouvant se substituer aux conseils de façade envisagés par le Grenelle 2), pour l’hexagone. Leur périmètre marin serait fixé à 200 milles (limite d’application de la Directive-cadre « Stratégie pour le milieu marin » et à terre il serait celui du SDAGE. En Outre mer, un équivalent serait à créer pour chaque unité biogéographique : Guadeloupe/Martinique /Saint-Barthélemy /Saint-Martin, Guyane, La Réunion/Mayotte, Polynésie, Nouvelle-Calédonie, Saint-Pierre-et-Miquelon, Terres australes et antarctiques françaises et îles Australes.

#### Généralités et recherches
- Dossier sur « Les espaces littoraux : gestion, protection, aménagement », Géoconfluences.

#### Sites institutionnels et assimilés

##### Sites internationaux et européens
- Manuel pour l'utilisation rationnelle des zones humides (Ramsar, 3e édition, 2007, 32 pages) et Manuel 10 : « Gestion des zones côtières »  (Ramsar, 3e édition, 2007, 54 pages)
- Livre vert sur la politique maritime de l’Union européenne (2006)
- (en) Portail du programme DEDUCE

#### Protection des littoraux
- Conservatoire du littoral
- (en) Rapport EEA sur l'évaluation du développement intégré du littoral européen (The changing faces of Europe's coastal areas, 3 juillet 2006) et résumé.